# 卡佐努
卡佐努（法語：Cazaunous）是法国上加龙省的一个市镇，属于圣戈当区（Saint-Gaudens）阿斯佩县（Aspet），接近西班牙。该市镇总面积4.66平方公里，2009年时的人口为64人。

## 人口
卡佐努人口变化图示